# Agave shawii
Agave shawii ist eine Pflanzenart aus der Gattung der Agaven (Agave).

## Beschreibung
Agave shawii wächst einzeln, bildet einen kurzen bis langen Stamm bis 2 m Höhe oder formt große, kompakte Gruppen. Die an der Basis verdickten, eiförmigen bis linealischen, fleischigen, spitz zulaufenden, fein angerauten, grünen bis bläulichen, gebogenen Blätter sind 20 bis 50 cm lang und 8 bis 20 cm breit. Die Blattränder sind variabel gebogen und gezahnt. Der kräftige, braune bis graue Enddorn wird 2 bis 4 cm lang.
Der rispige, gerade bis etwas gebogene Blütenstand wird 3 bis 5 m hoch. Die gelben bis rötlichen, breit trichterigen Blüten erscheinen in der oberen Hälfte des Blütenstandes an variablen Verzweigungen und sind 65 bis 100 mm lang.
Die eiförmigen bis länglichen, dunkelbraunen, dreikammerigen Kapselfrüchte sind 5,5 bis 6,5 cm lang und bis 2,5 cm breit. Die schwarzen, halbmond- bis keilförmigen Samen sind bis 7 mm lang.
Die Blütezeit reicht von Dezember bis Mai.
Die Chromosomenzahl beträgt für beide Unterarten 2n = 60.

## Systematik und Verbreitung
Agave shawii ist in Mexiko in Baja California, nahe der Küste sowie in den USA in Kalifornien in Sagebrush-Formationen verbreitet. Sie ist vergesellschaftet mit zahlreichen Sukkulenten- und Kakteenarten.
Die Erstbeschreibung durch George Engelmann wurde 1875 veröffentlicht. Einige der zahlreichen Synonyme von Agave shawii Engelm. sind Agave orcuttiana Trel. (1912) und Agave pachyacantha Trel. (1912).
Es werden folgende Unterarten unterschieden:
- Agave shawii subsp. shawii
- Agave shawii subsp. goldmaniana (Trel.) Gentry

Agave shawii ist ein Vertreter der Gruppe Umbelliflorae. Aufgrund der einzigartigen Umweltbedingungen der Pazifikregion sind die Formen unterschiedlich in Größe, Blattstruktur und Blütezeit. Die in trockeneren Gebieten im Süden von Baja California vorkommende Subspezies goldmaniana hat längere, hellgrüne Blätter und der Blütenstand ist zur Spitze hin mehr pyramidenförmig. Sie ist nahe verwandt mit Agave sebastiana.